# Acul
Acul est un hameau de la commune belge de Sainte-Ode située en Région wallonne dans la province de Luxembourg.
Avant la fusion des communes de 1977, Acul faisait partie de la commune de Tillet.

## Étymologie
Le nom du hameau viendrait à l'origine de Au Col.

## Situation et description
Acul est l'un des plus petits hameaux de la commune de Sainte-Ode. On y dénombre seulement une dizaine de constructions dont la plupart sont des étables ou des hangars confirmant le caractère agricole de ce hameau ardennais. Seulement deux constructions sont habitées. La localité se trouve près du village de Tillet au sud du hameau de Chisogne dans un environnement de grandes prairies vouées à l'élevage.
L'altitude y avoisine les 455 m.
Le 50e degré de latitude nord traverse le hameau.

## Tourisme
Acul possède des gîtes ruraux.